# Benjamin Helander (handbollsspelare)
Benjamin Helander, född 28 september 1998, är en finländsk handbollsspelare, som spelar för Alingsås HK och det finska landslaget. Han är högerhänt och spelar som vänstersexa.

## Karriär
När han var 16 år gammal flyttade han till Sverige för att studera på handbollsgymnasiet i Alingsås, och började samtidigt spela i klubben Alingsås HK. Han spelade till en början i det yngre laget som då spelade i division 1. På grund av värnplikt flyttade han tillbaka till Finland 2017, och spelade under den säsongen i sin moderklubb BK-46. Efter att ha avklarat värnplikten kom han tillbaka till Alingsås, och spelade då med herrlaget i Handbollsligan.
I 2021 meddelades att han skrivit kontrakt med tyska Rhein-Neckar Löwen. Med Rhein-Neckar Löwen var han med och blev Tysk cupmästare 2023. Efter två säsonger i Bundesliga återvände han till Alingsås sommaren 2023 på ett treårigt kontrakt.

## Privat
Benjamin Helander är yngre bror till spjutkastaren och tidigare handbollsspelaren Oliver Helander.